# Abronia juarezi
Abronia juarezi (сьєрра-хуареська абронія) — вид веретільницеподібних ящірок родини веретільницевих (Anguidae). Ендемік Мексики.

## Поширення і екологія
Сьєрра-хуареські абронії мешкають на північних схилах гір Сьєрра-Хуарес в штаті Оахака. Вони живуть у вологих гірських тропічних лісах і хмарних лісах, на висоті від 2000 до 2800 м над рівнем моря. Ведуть деревний спосіб життя. Живородні.

## Збереження
МСОП класифікує цей вид як такий, що перебуває під загрозою зникнення. Abronia juarezi загрожує знищення природного середовища.